# Consuelo (romanzo)
Consuelo è un romanzo della scrittrice francese George Sand (1804–1876), pubblicato a puntate fra il 1842 e il 1843, avente per soggetto la vita di una cantante italiana del XVIII secolo.

## Trama

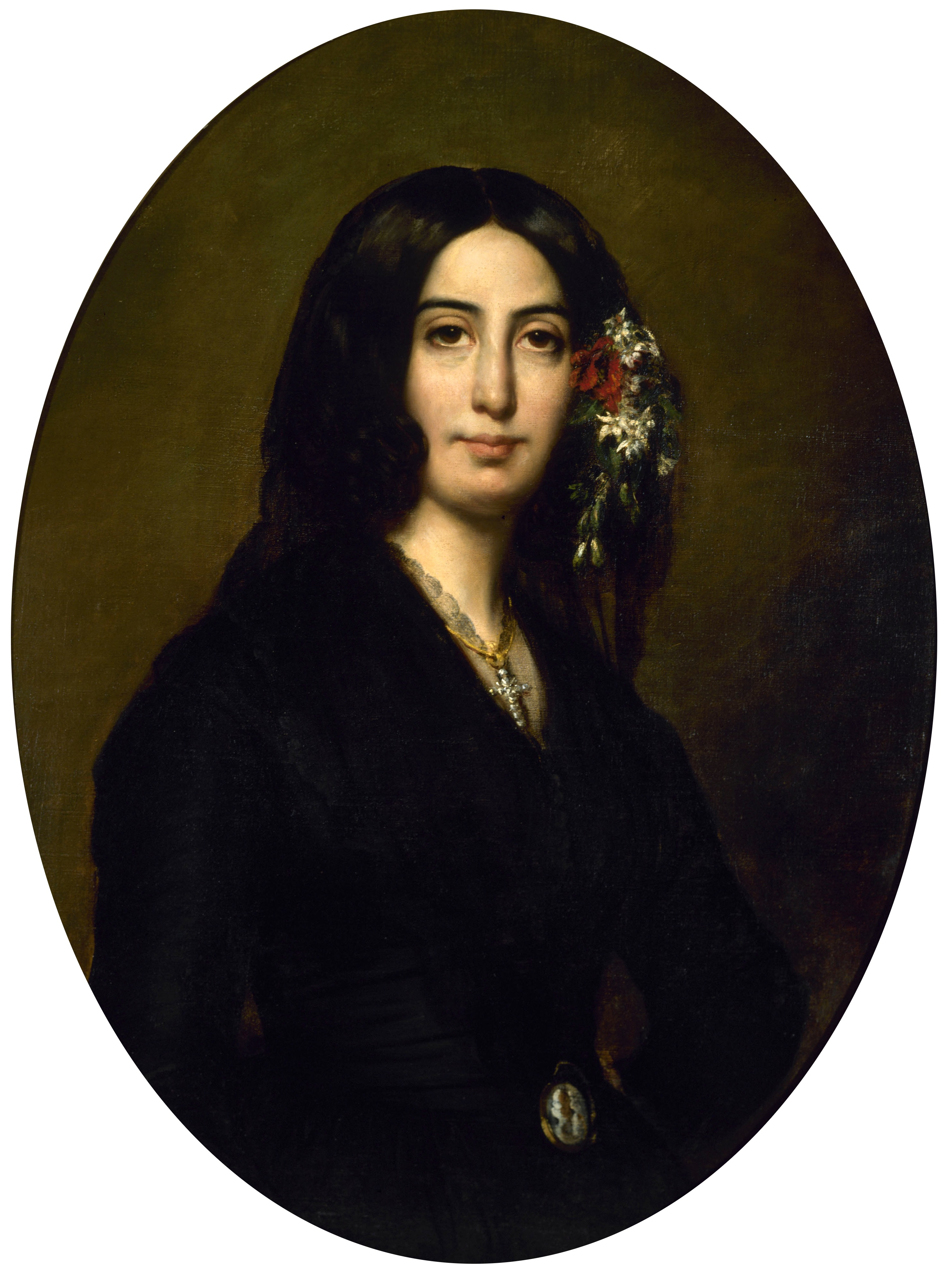
Ritratto di George Sand eseguito da Auguste Charpentier (1838)

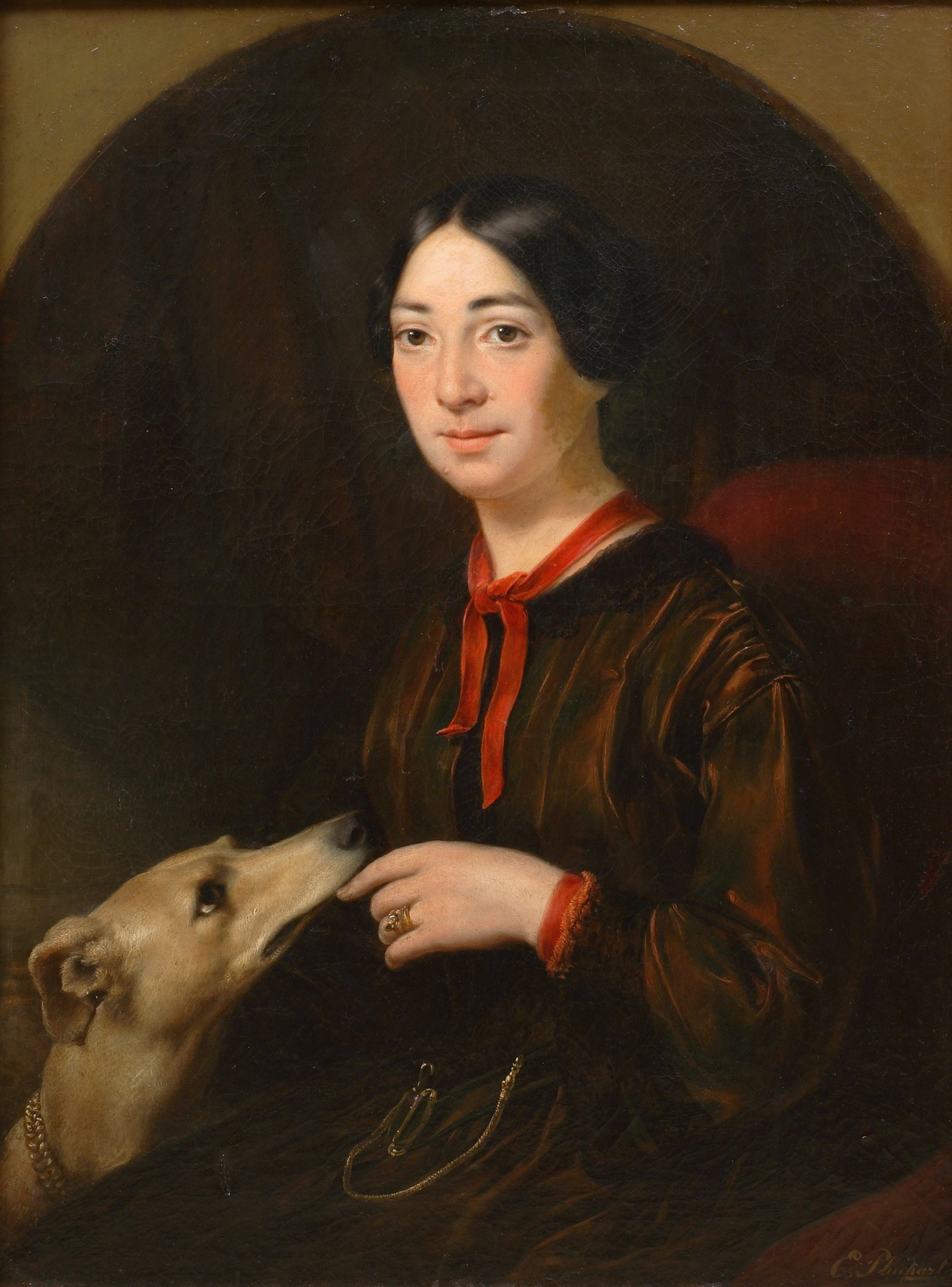
Ritratto di Pauline Viardot (1853 circa)

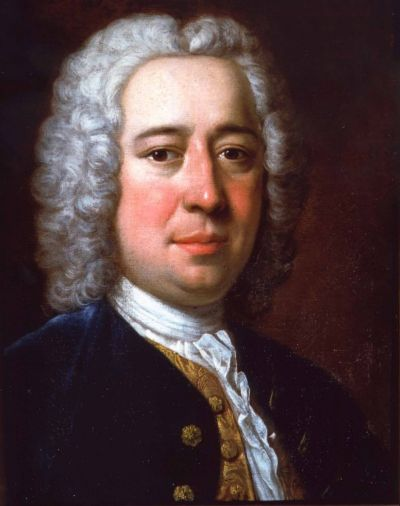
Ritratto di Nicola Porpora

La prima parte del romanzo si svolge a Venezia nella prima metà del XVIII secolo. Consuelo è una giovane veneziana, figlia di una zingara spagnola, dotata di una meravigliosa voce di soprano tanto da essere scritturata, come cantante d'opera al Teatro San Samuele, dal grande musicista Nicola Porpora che l'aveva ascoltata nella Chiesa dei mendicanti. Assieme a lei viene assunto anche il suo promesso sposo, un giovane pescatore di nome Anzoleto, "bello come Apollo". Diventata un'affermata cantante, soprannominata "la Zingara", Consuelo sarà delusa nei suoi sentimenti sia per l'abbandono di Anzoleto, che geloso dei successi di Consuelo ha intrecciato una relazione con la primadonna Corilla, sia per gli sgradevoli tentativi di seduzione da parte del direttore del San Samuele, il conte Zustiniani. All'apice del successo, pertanto, Consuelo lascia Venezia per recarsi in Boemia come insegnante di canto nella famiglia dei conti di Rudolstadt, un incarico ottenuto grazie alla raccomandazione di Porpora.
Nello Château des Géants di Rudolstadt, in Boemia, Consuelo si dedica all'educazione musicale di Amelia, cugina e promessa sposa del conte, ma resta immersa nell'atmosfera inquietante causata dalla follia del giovane conte di Rudolstadt Albert il quale crede nella reincarnazione (ritiene di essere stato in un'altra vita il teologo boemo Jan Hus) e spesso lascia per lungo tempo il castello per vagabondare senza apparente motivo. Il giovane conte Albert è comunque amante della musica, una passione che gli è pervenuta grazie alla madre Wanda, discendente del re Giorgio di Podebrad. Albert è appassionato in particolare di musica popolare, il cui repertorio ha conosciuto attraverso Zdenko, un suo fidato suddito boemo. La stessa Consuelo studierà a fondo la struttura della musica popolare boema. Una complicazione sentimentale spingerà tuttavia Consuelo ad abbandonare Rudolstadt. Consuelo, andata alla ricerca di Albert di cui non si hanno notizie, trova il giovane conte delirante in una grotta della montagna vicina. Albert, colpito dalla sollecitudine di Consuelo (la chiama, in spagnolo, "Consuelo de mi vida") chiede alla fanciulla di sposarlo.
Consuelo però, sebbene corrisponda ai sentimenti di Albert, ritiene che il divario sociale esistente tra di loro renda impossibile il matrimonio; decide pertanto di andar via da Rudolstadt e di recarsi in incognito a Vienna accompagnata dal giovane Franz Joseph Haydn. Consuelo, vestita con abiti maschili, assume lo pseudonimo di "Bertoni", Joseph Haydn quello di "Beppo". Dopo un viaggio avventuroso, nel corso del quale i due fra l'altro saranno rapiti da ribelli e assisteranno al parto di Corilla di un figlio illegittimo di Anzoleto, Consuelo e Haydn giungono a Vienna dove sono accolti paternamente da Porpora. Consuelo, presentata da Porpora all'imperatrice Maria Teresa, viene assunta al Teatro Imperiale.
Anche Porpora, quando apprende da Consuelo la proposta di matrimonio fattale da Albert, si dichiara contrario all'eventuale matrimonio in quanto avrebbe comportato l'interruzione della carriera artistica di Consuelo. Porpora ritiene un delitto che l'umanità resti priva di una simile voce. Per evitare ripensamenti, Porpora intercetta e distrugge le lettere che il giovane conte invia a Consuelo. Albert crede perciò che Consuelo l'abbia dimenticato, e si ammala gravemente. Nel frattempo la vita errabonda della cantante porterà Consuelo a contatto con i vari aspetti della società dei lumi in Europa: per esempio, conosce Voltaire alla corte di Federico II a Berlino, avrà contatti con la massoneria, e così via. Tuttavia a Praga, dove si è recata per cantare, Consuelo apprende della malattia di Albert. Si reca immediatamente al castello di Rudolstadt e giunge in tempo per ricevere gli ultimi respiri di Albert che la sposa in extremis. Rimasta vedova, Consuelo abbandona Rudolstadt, senza esigere nulla per sé, e sceglie definitivamente il teatro.

## Commento
"Consuelo" apparve a puntate, dal 1º febbraio 1842 al 25 marzo 1843, su La Revue indépendante, una rivista politica e letteraria fondata nel 1841 dal pensatore socialista Pierre Leroux, da Louis Viardot e dalla stessa Sand. Appartiene al gruppo dei cosiddetti "romanzi socialisti" di George Sand, ossia a quel gruppo di romanzi scritti dalla Sand a partire dal 1840 circa sotto l'influsso delle teorie umanitarie socialisteggianti che l'autrice aveva scoperto attraverso Lamennais e soprattutto Leroux. Si tratta di romanzi a tesi, nei quali la Sand auspica da un lato la fusione delle classi attraverso il matrimonio fra appartenenti alla plebe e all'aristocrazia, dall'altro una sorta di religiosità naturale à la Rousseau, contrapposta alla rigidità del cattolicesimo.
Il romanzo è notevole anche a causa della cultura musicale della Sand. A metà del XIX secolo, per esempio, Nicola Porpora era un musicista ormai dimenticato e fu riscoperto proprio grazie al romanzo. Il personaggio di Consuelo sarebbe stato ispirato in parte dalla cantante Pauline Viardot, amica della scrittrice e moglie di Louis Viardot. Il romanzo tocca molti temi, dall'arte al femminismo, ed è stato interpretato come un romanzo di iniziazione.
Il romanzo, oggi un po' dimenticato, fu tradotto in molte lingue. Per circa un trentennio fu in assoluto il più popolare romanzo nei paesi di lingua inglese. In Italia fu tradotto da Michele Lessona.
Consuelo si continua col romanzo La Contessa di Rudolstadt (titolo originale: La Contesse de Rudolstadt) pubblicato sempre su La Revue indépendante fra il 1843 e il 1845.

## Riduzioni per teatro musicale
Dal romanzo di George Sand furono tratte due opere liriche:
- Consuelo, musicata da Alfonso Rendano su libretto di Francesco Cimmino, rappresentata a Torino nel 1888[12]
- Consuelo, musicata da Giacomo Orefice e rappresentata al Teatro comunale di Bologna nel 1895[13]

L'opera di Rendano è stata rappresentata anche di recente e incisa in due CD nel 2005 dalla Bongiovanni; l'opera di Orefice è invece ormai dimenticata.